# Ситуэлл, Эдит Луиза
Дама Эди́т (И́дит) Луи́за Си́туэлл (англ. Edith Louisa Sitwell; 7 сентября 1887, Скарборо, Норт-Йоркшир, Англия — 9 декабря 1964, Лондон) — английская поэтесса, прозаик, литературный критик. Единственная дочь баронета сэра Джорджа Ситуэлла (1860—1943) — эксцентричного владельца фамильного поместья Ренишо-холл, специалиста по генеалогии и ландшафтному дизайну — и леди Иды Эмили Августы (Айды Эмили Огасты) Ситуэлл, в девичестве Денисон (1869—1937): наследницы рода Плантагенетов по женской линии, дочери 1-го графа Лондсборо и правнучки Генри Сомерсета, 7-го герцога Бофорта. Старшая сестра писателей Осберта (1892—1969) и Сачеверелла (1897—1988) Ситуэллов. Лауреат медали Бенсона (1934) Королевского литературного общества.
Активно публиковалась с 1913 года; многие её стихотворения были положены на музыку. Из-за приверженности к драматическому стилю и необычным нарядам заслужила у прессы репутацию «позёрши» (англ. poseur), но сами стихи Ситуэлл неоднократно удостаивались похвалы критиков за умелую поэтическую технику и тщательную отделку стиля.
Автор поэтических сборников «Дома клоунов» (Clowns’ Houses, 1918), «Деревенские элегии» (Rustic Elegies, 1927), «Обычаи Золотого Берега» (Gold Coast Customs, 1929), «Песнь холода» (The Song of the Cold, 1948), «„Фасад“ и другие стихотворения. 1920—1935» (Façade and Other Poems 1920–1935, 1950), «Садовники и астрономы» (Gardeners and Astronomers, 1953), «Избранные стихотворения» (Collected Poems, 1957), «Отверженные» (The Outcasts, 1962), книг исторических повестей и очерков «Английские эксцентрики» (English Eccentrics, 1933), «Виктория Английская» (Victoria of England, 1936), «Фанфары для Елизаветы» (Fanfare for Elizabeth, 1946), «Королевы и улей» (The Queens and the Hive, 1962), художественной биографии Джонатана Свифта «Я живу под чёрным солнцем» (I Live Under a Black Sun, 1937) и др.

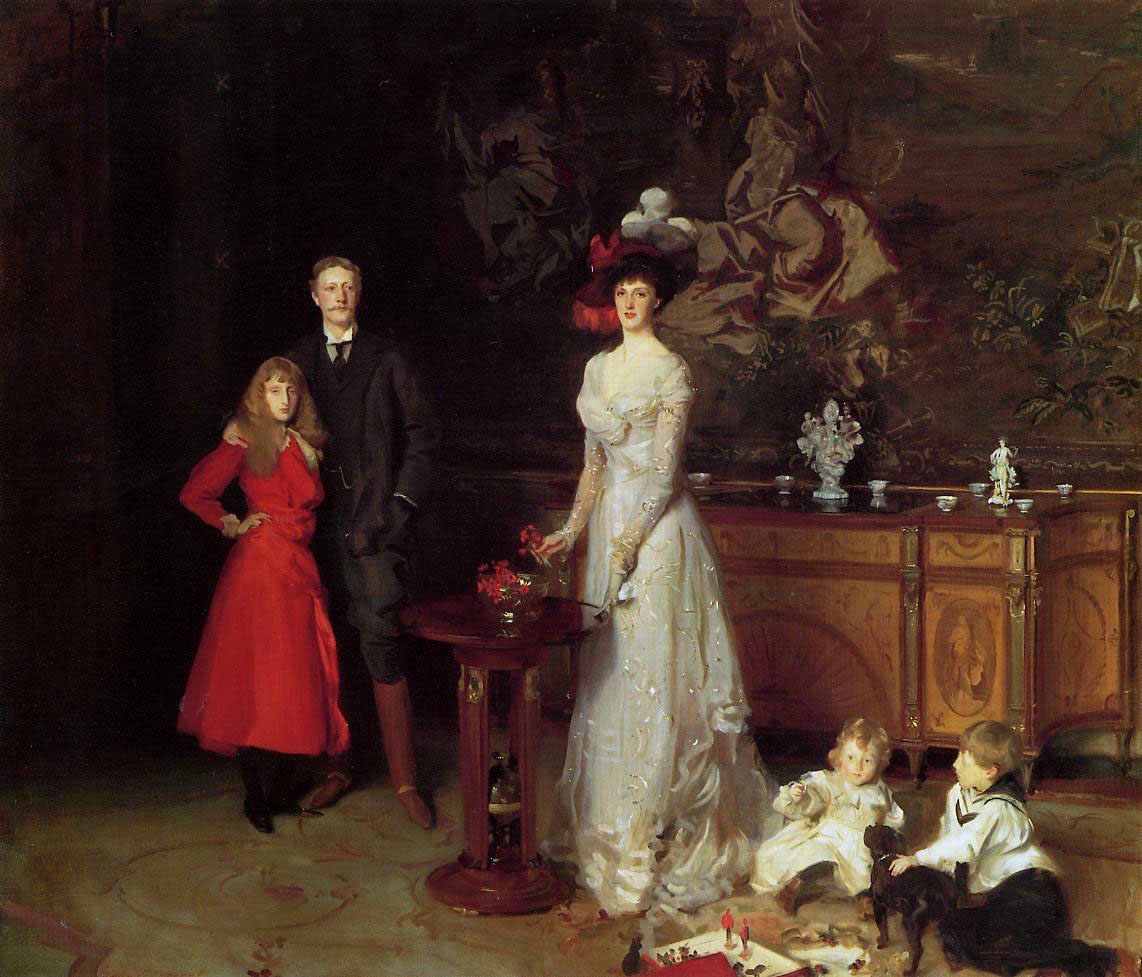
Джон Сингер Сарджент. Семья Ситуэлл. Ок. 1900. Слева направо: Эдит Ситуэлл, сэр Джордж Ситуэлл, леди Ида, Сачеверелл Ситуэлл, Осберт Ситуэлл
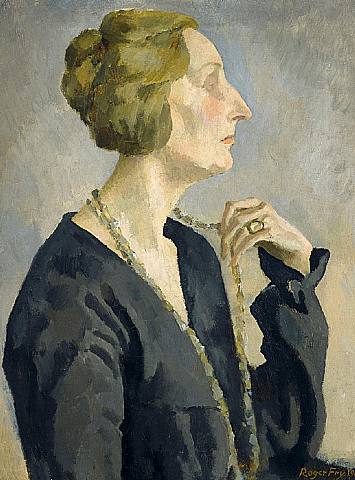
Роджер Фрай. Портрет Эдит Ситуэлл. 1918
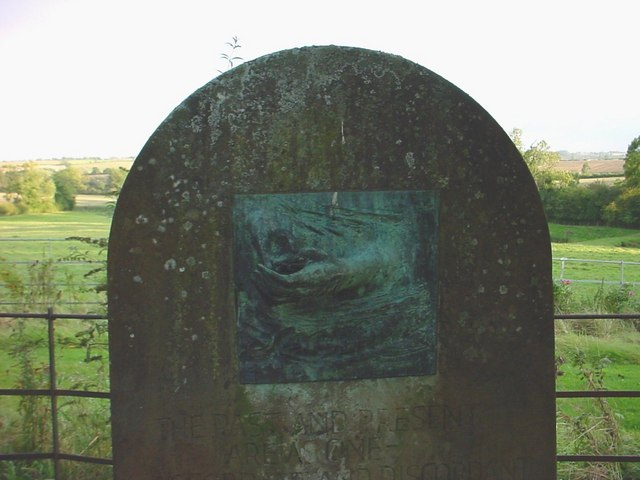
Мемориальная стела в честь Эдит Ситуэлл. Уэстон-энд-Уидон[англ.], Тоустер[англ.], Нортгемптоншир